# European Film Awards 2017
La cerimonia di premiazione della 30ª edizione degli European Film Awards si è svolta il 9 dicembre 2017 a Berlino.

## Vincitori e candidati
I vincitori sono indicati in grassetto, a seguire gli altri candidati.
 Miglior film 
- The Square, regia di Ruben Östlund ( Svezia/ Germania/ Francia/ Danimarca)
- 120 battiti al minuto (120 battements par minute), regia di Robin Campillo ( Francia)
- L'altro volto della speranza (Toivon tuolla puolen), regia di Aki Kaurismäki ( Finlandia)
- Corpo e anima (Testről és lélekről), regia di Ildikó Enyedi ( Ungheria)
- Loveless (Neljubov'), regia di Andrej Petrovič Zvjagincev ( Russia/ Francia/ Belgio/ Germania)

 Miglior commedia 
- The Square, regia di Ruben Östlund ( Svezia/ Germania/ Francia/ Danimarca)
- Un re allo sbando (King of the Belgians), regia di Peter Brosens, Jessica Woodworth ( Belgio/ Paesi Bassi/ Bulgaria)
- Vincent, regia di Christophe Van Rompaey ( Francia)
- Welcome to Germany (Willkommen bei den Hartmanns), regia di Simon Verhoeven ( Germania)

 Miglior regista 
- Ruben Östlund - The Square
- Ildikó Enyedi - Corpo e anima (Testről és lélekről)
- Aki Kaurismäki - L'altro volto della speranza (Toivon tuolla puolen)
- Yorgos Lanthimos - Il sacrificio del cervo sacro (The Killing of a Sacred Deer)
- Andrej Petrovič Zvjagincev - Loveless (Neljubov')

 Miglior attrice 
- Alexandra Borbély - Corpo e anima (Testről és lélekről)
- Juliette Binoche - L'amore secondo Isabelle (Un beau soleil intérieur)
- Paula Beer - Frantz
- Isabelle Huppert - Happy End
- Florence Pugh - Lady Macbeth

 Miglior attore 
- Claes Bang - The Square
- Colin Farrell - Il sacrificio del cervo sacro (The Killing of a Sacred Deer)
- Josef Hader - Stefan Zweig: Farewell to Europe
- Nahuel Pérez Biscayart - 120 battiti al minuto (120 battements par minute)
- Jean-Louis Trintignant - Happy End

 Miglior sceneggiatura 
- Ruben Östlund - The Square
- Ildikó Enyedi - Corpo e anima (Testről és lélekről)
- Yorgos Lanthimos e Euthymīs Filippou - Il sacrificio del cervo sacro (The Killing of a Sacred Deer)
- Oleg Negin e Andrej Petrovič Zvjagincev - Loveless (Neljubov')
- François Ozon - Frantz

 Miglior fotografia 
- Michail Kričman' - Loveless (Neljubov)

 Miglior montaggio 
- Robin Campillo - 120 battiti al minuto (120 battements par minute)

 Miglior scenografia 
- Josefin Åsberg - The Square

 Migliori costumi 
- Katarzyna Lewinska - Pokot

 Miglior trucco 
- Leendert Van Nimwegen - Brimstone

 Miglior colonna sonora 
- Evgueni Galperine e Sacha Galperine' - Loveless (Neljubov)

 Miglior sonoro 
- Oriol Tarragó - Sette minuti dopo la mezzanotte (A Monster Calls)

 Miglior rivelazione 
- Lady Macbeth, regia di William Oldroyd (Regno Unito)
- Bezbog, regia di Ralitza Petrova (Bulgaria, Danimarca, Francia)
- Gli eremiti (Die Einsiedler), regia di Ronny Trocker (Germania)
- Estate 1993 (Estiu 1993), regia di Carla Simón (Spagna)
- Petit paysan - Un eroe singolare (Petit paysan), regia di Hubert Charuel (Francia)

 Miglior documentario 
- Komunia, regia di Anna Zamecka (Polonia)
- Austerlitz, regia di Serhij Volodymyrovyč Loznycja (Germania)
- Hyvä postimies, regia di Tonislav Hristov (Finlandia/Bulgaria)
- La Chana, regia di Lucija Stojevic (Spagna/Islanda/Stati Uniti d'America)
- Stranger in Paradise, regia di Guido Hendrikx (Paesi Bassi)

 Miglior film d'animazione 
- Loving Vincent, regia di Dorota Kobiela e Hugh Welchman ( Regno Unito/ Polonia)
- Ethel & Ernest, regia di Roger Mainwood ( Regno Unito/ Lussemburgo)
- Le stagioni di Louise (Louise en hiver), regia di Jean-François Laguionie ( Francia/ Canada)
- Zombillenium, regia di Arthur de Pins e Alexis Ducord ( Francia/ Belgio)

 Miglior cortometraggio 
- Turno di notte (Timecode), regia di Juanjo Giménez Peña (Spagna)
- Copa-Loca, regia di Christos Massalas (Grecia)
- En la boca, regia di Matteo Gariglio (Svizzera/Argentina)
- Fight on a Swedish Beach!!, regia di Simon Vahlne (Svezia)
- Gros chagrin, regia di Céline Devaux (Francia)
- Hevêrk, regia di Ruken Tekes (Turchia)
- Information Skies, regia di Daniel van der Velden e Vinca Kruk (Paesi Bassi/Corea del Sud)
- Jeunes hommes à la fenêtre, regia di Loukianos Moshonas (Francia)
- Los desheredados, regia di Laura Ferrés (Spagna)
- Love, regia di Réka Bucsi (Ungheria/Francia)
- Os humores artificiais, regia di Gabriel Abrantes (Portogallo)
- Scris/Nescris, regia di Adrian Silisteanu (Romania)
- The Party, regia di Andrea Harkin (Irlanda)
- Ugly, regia di Leron Lee (Germania)
- Wannabe, regia di Matthew Manson (Austria/Germania)

 European University Film Award 
- Hjartasteinn, regia di Guðmundur Arnar Guðmundsson (Islanda/Danimarca)
- L'altro volto della speranza (Toivon tuolla puolen), regia di Aki Kaurismäki (Finlandia)
- Home, regia di Fien Troch (Belgio)
- Loveless (Neljubov'), regia di Andrej Petrovič Zvjagincev (Russia/Francia/Belgio/Germania)
- The War Show, regia di Andreas Dalsgaard e Obaidah Zytoon (Siria/Danimarca/Germania)

 Premio del pubblico 
- Stefan Zweig: Farewell to Europe, regia di Maria Schrader (Austria/Germania/Francia)
- L'altro volto della speranza (Toivon tuolla puolen), regia di Aki Kaurismäki (Finlandia)
- Animali fantastici e dove trovarli (Fantastic Beasts and Where to Find Them), regia di David Yates (Regno Unito/Stati Uniti d'America)
- Bridget Jones's Baby, regia di Sharon Maguire (Regno Unito)
- La comune (Kollektivet), regia di Thomas Vinterberg (Danimarca/Svezia/Paesi Bassi)
- Frantz, regia di François Ozon (Francia/Germania)
- Un padre, una figlia (Bacalaureat), regia di Cristian Mungiu (Romania/Francia/Belgio)
- La pazza gioia, regia di Paolo Virzì (Italia)
- Sette minuti dopo la mezzanotte (A Monster Calls), regia di Juan Antonio Bayona (Stati Uniti d'America/Spagna)

 Young Audience Award 
- Tschick, regia di Fatih Akın (Germania)
- La mia vita da Zucchina (Ma vie de Courgette), regia di Claude Barras (Francia/Svizzera)
- Das Mädchen vom Änziloch, regia di Alice Schmid (Svizzera)

 Premio alla carriera 
- Aleksandr Sokurov

 Miglior contributo europeo al cinema mondiale 
- Julie Delpy

 Miglior co-produttore europeo 
- Čedomir Kolar